# Gebhard Christian Vilhelm Obelitz
Gebhard Christian Vilhelm Obelitz (30. oktober 1816 i København – 12. september 1881 på Høvdinggård ved Præstø) var en dansk højesteretsassessor.
Obelitz var søn af chef for Hof- og Stadsrettens arkivkontor Frederik Obelitz (26. oktober 1773 – 31. marts 1839) og Ellen f. Findt (16. november 1782 – 28. december 1869), blev 1833 student fra Borgerdydskolen sammesteds, 1837 juridisk kandidat, arbejdede derefter i nogle år i Højesterets justitskontor, blev 1842 auditør i Hæren, 1843 surnumerær sekretær ved protokollerne i Højesteret, 1845 fast ansat i denne stilling, konstitueredes i de følgende år gentagne gange som assessor i den kongelige lands, udnævntes 1854 til assessor i den nævnte ret, fungerede tillige efter 1865 af og til som formand i Sø- og Handelsretten og beskikkedes 1870 til højesteretsassessor, hvilken stilling han beklædte indtil sin død.
Obelitz, der 1841 vandt Universitetets guldmedalje for en retsvidenskabelig afhandling, var ikke blot en samvittighedsfuld embedsmand og en dygtig jurist, men havde tillige en levende interesse for hovedstadens kommunale forhold, hvilket havde til følge, at han 1871 blev formand for Københavns Overligningskommission og 1877 blev valgt til borgerrepræsentant.
Han ægtede 18. juni 1846 Julie Johanne Munthe af Morgenstierne (f. 4. august 1820), en datter af oberstløjtnant og toldinspektør i Vejle Bredo Ove Ernst M. af M. og Henriette f. Scharffenberg.